# Oreopanax acerifolius
Oreopanax acerifolius är en araliaväxtart som först beskrevs av Carl Ludwig Willdenow och Josef August Schultes, och fick sitt nu gällande namn av Berthold Carl Seemann. Oreopanax acerifolius ingår i släktet Oreopanax och familjen Araliaceae. Inga underarter finns listade.